# Eulophia lejolyana
Eulophia lejolyana är en orkidéart som beskrevs av Daniel Geerinck. Eulophia lejolyana ingår i släktet Eulophia och familjen orkidéer. Inga underarter finns listade i Catalogue of Life.